# Thomas Tram Pedersen
 Der er for få eller ingen kildehenvisninger i denne artikel, hvilket er et problem. Du kan hjælpe ved at angive troværdige kilder til de påstande, som fremføres i artiklen.

Thomas Tram Pedersen (født 1967) er en dansk historiker, byplanlægger, forsker og museumsmand, der har arbejdet med formidlingen af dansk militærhistorie gennem en lang årrække. 
Pedersen har blandt andet været museumsinspektør på Tøjhusmuseet i København og museumsfaglig chef på Koldkrigsmuseum Stevnsfort og senest afdelingsleder på Danmarks Borgcenter i Vordingborg. 
Thomas Tram Pedersen har medvirket i en lang række TV- og radioudsendelser om særligt den kolde krig med fokus på at skabe en større offentlig opmærksomhed på denne periode i historien.
Siden 2016 har Thomas Tram Pedersen arbejdet som selvstændig konsulent og indehaver af virksomheden PlanScape. Han har rådgivet en række virksomheder, kommuner og andre myndigheder omkring formidling, bygningsbevaring og byplanlægning.
|  | Artiklen om Thomas Tram Pedersen kan blive bedre, hvis der indsættes et (bedre) billede Du kan hjælpe ved at afsøge Wikimedia Commons for et passende billede eller uploade et godt billede til Wikimedia Commons iht. de tilladte licenser og indsætte det i artiklen. |